# Кажуэйру-да-Прая

Кажуэйру-да-Прая на карте штата.

Кажуэйру-да-Прая (порт. Cajueiro da Praia) — муниципалитет в Бразилии, входит в штат Пиауи. Составная часть мезорегиона Север штата Пиауи. Входит в экономико-статистический микрорегион Литорал-Пиауиенси. Население составляет 7163 человек на 2010 год. Занимает площадь 271,707 км². Плотность населения — 26,36 чел./км².

## Демография
Согласно сведениям, собранным в ходе переписи 2010 г. Национальным институтом географии и статистики (IBGE), население муниципалитета составляет:
| Полное население                               | Полное население                               | Полное население                               | Полное население                               | 7163  |
| ---------------------------------------------- | ---------------------------------------------- | ---------------------------------------------- | ---------------------------------------------- | ----- |
| в том числе:                                   | Городское население                            | 2699                                           | Процент городского населения, %                | 37,68 |
|                                                | Сельское население                             | 4464                                           | Процент сельского населения, %                 | 62,32 |
|                                                | Мужское население                              | 3742                                           | Процент мужского населения, %                  | 52,24 |
|                                                | Женское население                              | 3421                                           | Процент женского населения, %                  | 47,76 |
| Плотность населения, чел/км²                   | Плотность населения, чел/км²                   | Плотность населения, чел/км²                   | Плотность населения, чел/км²                   | 26,36 |
| Население муниципалитета в % к населению штата | Население муниципалитета в % к населению штата | Население муниципалитета в % к населению штата | Население муниципалитета в % к населению штата | 0,23  |

По данным оценки 2016 года, население муниципалитета — 7451 житель.

## Статистика
- Валовой внутренний продукт на 2003 год составляет 11 712 788,00 реалов (данные: Бразильский институт географии и статистики).
- Валовой внутренний продукт на душу населения на 2003 год составляет 1908,24 реалов (данные: Бразильский институт географии и статистики).
- Индекс развития человеческого потенциала на 2000 год составляет 0,563 (данные: Программа развития ООН).